# رابی بنسون
رابی بنسون (به انگلیسی: Robby Benson) (زاده ۲۱ ژانویه ۱۹۵۶) بازیگر آمریکایی است.
از فیلم‌های معروف او می‌توان به گویندگی در انیمیشن دیو و دلبر اشاره کرد.